# Wereldkampioenschappen schermen 1990
De 39ste wereldkampioenschappen schermen werden gehouden in Lyon, Frankrijk in 1990. De organisatie lag in de handen van de FIE.

## Resultaten

### Mannen
| Discipline         | Goud                                                                               | Goud | Zilver                                                                                 | Zilver | Brons                                                                                     | Brons |
| ------------------ | ---------------------------------------------------------------------------------- | ---- | -------------------------------------------------------------------------------------- | ------ | ----------------------------------------------------------------------------------------- | ----- |
| Floret individueel | Philippe Omnès                                                                     | FRA  | Andrea Borella                                                                         | ITA    | Dmitri Sjevtsjenko                                                                        | URS   |
| Degen individueel  | Thomas Gerull                                                                      | FRG  | Angelo Mazzoni                                                                         | ITA    | Arnd Schmitt                                                                              | FRG   |
| Sabel individueel  | György Nébald                                                                      | HUN  | Georgi Pogossov                                                                        | URS    | Toni Terenzi                                                                              | ITA   |
| Floret ploegen     | Andrea Borella Federico Cervi Andrea Cipressa Mauro Numa Alessandro Puccini        | ITA  | Leszek Bandach Piotr Kiełpikowski Adam Krzesiński Cezary Siess Ryszard Sobczak         | POL    | Vladimir Aptsiaoeri Serhi Holoebytsky Boris Koretski Alexandr Romankov Dmitri Sjevtsjenko | URS   |
| Degen ploegen      | Sandro Cuomo Angelo Mazzoni Stefano Pantano Maurizio Randazzo Sandro Resegotti     | ITA  | Jean-François Di Martino Jean-Michel Henry Olivier Lenglet Philippe Riboud Éric Srecki | FRA    | Vitali Agejev Pavel Kolobkov Boris Koretski Andrej Sjoevalov Michail Tisjko               | URS   |
| Sabel ploegen      | Andrej Alsjan Samir Ibragimov Grigori Kirijenko Sergej Mindirgasov Georgi Pogossov | URS  | Imre Bujdosó László Csongrádi Csaba Köves György Nébald Bence Szabó                    | HUN    | Felix Becker Frank Bleckmann Ulrich Eifler Jörg Kempenich Jürgen Nolte                    | FRG   |

### Vrouwen
| Discipline         | Goud                                                                         | Goud | Zilver                                                                   | Zilver | Brons                                                                        | Brons |
| ------------------ | ---------------------------------------------------------------------------- | ---- | ------------------------------------------------------------------------ | ------ | ---------------------------------------------------------------------------- | ----- |
| Floret individueel | Anja Fichtel                                                                 | FRG  | Giovanna Trillini                                                        | ITA    | Olga Velitschko                                                              | URS   |
| Degen individueel  | Taymi Chappé                                                                 | CUB  | Diana Eori                                                               | HUN    | Marija Mazina                                                                | URS   |
| Floret ploegen     | Lucia Traversa Giovanna Trillini Dorina Vaccaroni Margherita Zalaffi         | ITA  | Jelena Grisjina Tatjana Sadovskaja Olga Sjarkova-Sidorova Olga Velitsjko | URS    | E Jie Liang Jun Sun Hongyun Xiao Aihua                                       | CHN   |
| Degen ploegen      | Eva-Maria Ittner Sabine Krapf Ute Schäper Renate Riebandt-Kaspar Monika Ritz | FRG  | Mariann Horváth Gyöngyi Szalay Zsuzsanna Szőcs Marina Várkonyi           | HUN    | Saba Amendolara Alessandra Anglesio Laura Chiesa Annalisa Coltorti Elisa Uga | ITA   |

## Medaillespiegel
| Plaats | Land           | Goud | Zilver | Brons | Totaal |
| 1      | Italië         | 3    | 3      | 2     | 8      |
| 2      | West-Duitsland | 3    | 0      | 2     | 5      |
| 3      | Hongarije      | 1    | 3      | 0     | 4      |
| 4      | Sovjet-Unie    | 1    | 2      | 5     | 8      |
| 5      | Frankrijk      | 1    | 1      | 0     | 2      |
| 6      | Cuba           | 1    | 0      | 0     | 1      |
| 7      | Polen          | 0    | 1      | 0     | 1      |
| 8      | China          | 0    | 0      | 1     | 1      |
| Totaal | Totaal         | 10   | 10     | 10    | 30     |

1937 · 1938 · 1947 · 1948 · 1949 · 1950 · 1951 · 1952 · 1953 · 1954 · 1955 · 1956 · 1957 · 1958 · 1959 · 1961 · 1962 · 1963 · 1965 · 1966 · 1967 · 1969 · 1970 · 1971 · 1973 · 1974 · 1975 · 1977 · 1978 · 1979 · 1981 · 1982 · 1983 · 1985 · 1986 · 1987 · 1988 · 1989 · 1990 · 1991 · 1992 · 1993 · 1994 · 1995 · 1997 · 1998 · 1999 · 2000 · 2001 · 2002 · 2003 · 2004 · 2005 · 2006 · 2007 · 2008 · 2009 · 2010 · 2011 · 2012 · 2013 · 2014 · 2015 · 2016 · 2017 · 2018 · 2019 · 2022 · 2023